# Piper multistigmum
Piper multistigmum är en pepparväxtart som beskrevs av C. Dc.. Piper multistigmum ingår i släktet Piper och familjen pepparväxter. Inga underarter finns listade i Catalogue of Life.